# Richard Gaines
Richard Houston Gaines (* 23. Juli 1904 in Oklahoma City, Oklahoma; † 20. Juli 1975 in North Hollywood, Kalifornien) war ein US-amerikanischer Schauspieler.

## Leben und Karriere
Richard Gaines machte sein Broadway-Debüt im Januar 1929 mit dem Stück S. S. Glencairn. Bis 1942 trat er dort in vier weiteren Produktionen auf, darunter in der Originalproduktion von Robert E. Sherwoods Abe Lincoln in Illinois (1938–1939) als Ersatz für Raymond Massey in der Rolle des Abraham Lincoln.
Sein Filmdebüt machte Gaines 1940 an der Seite von Cary Grant in Frank Lloyds Historienstreifen The Howards of Virginia in der Rolle des amerikanischen Nationalhelden Patrick Henry. In seinen insgesamt 43 Filmen profilierte er sich als verlässlicher Nebendarsteller, der vor allem geschäftige, würdevolle, mitunter auch spießig wirkende Figuren verkörperte. Mehrmals verkörperte er Geschäftsmänner, Ärzte, Anwälte oder Väter. Eine seiner bekanntesten Rollen hatte er als Charles J. Pendergast, Jean Arthurs langweiliger Verlobter, in George Stevens’ Komödie Immer mehr, immer fröhlicher (1943). In Billy Wilders Filmklassiker Frau ohne Gewissen (1944) verkörperte Gaines den Vorgesetzten von Fred MacMurray und Edward G. Robinson. Eine weitere historische Rolle hatte er 1947 als George Washington in Cecil B. DeMilles Die Unbesiegten. Ab den 1950er-Jahren stand Gaines auch regelmäßig für zahlreiche Fernsehserien vor der Kamera. In der Gerichtsserie Perry Mason verkörperte er in 14 Folgen zwischen 1958 und 1961 wiederkehrend die Rolle des Richters.
Nach einem Gastauftritt in Alfred Hitchcock Presents zog Gaines sich 1962 aus dem Hollywood-Geschäft zurück. Er starb 1975, drei Tage vor seinem 71. Geburtstag, an einer Herzerkrankung. 1936 heiratete er seine Schauspielkollegin Brenda Marshall, die gemeinsame Tochter Virginia wurde ein Jahr später geboren. 1940 erfolgte die Scheidung.

## Filmografie (Auswahl)
- 1940: The Howards of Virginia
- 1942: A Night to Remember
- 1943: Immer mehr, immer fröhlicher (The More the Merrier)
- 1944: Frau ohne Gewissen (Double Indemnity)
- 1945: Mit den Augen der Liebe (The Enchanted Cottage)
- 1945: A Gun in His Hand (Kurzfilm)
- 1946: Sinfonie in Swing (Do You Love Me)
- 1946: Eine Lady für den Gangster (Nobody Lives Forever)
- 1946: Humoreske (Humoresque)
- 1947: Zelle R 17 (Brute Force)
- 1947: Reite auf dem rosa Pferd (Ride the Pink Horse)
- 1947: Der Windhund und die Lady (The Hucksters)
- 1947: The Invisible Wall
- 1947: Die Unbesiegten (Unconquered)
- 1947: Dangerous Years
- 1947: Liebe in Fesseln (Cass Timberlane)
- 1948: Ich heirate dich doch (That Wonderful Urge)
- 1948: Jedes Mädchen müßte heiraten (Every Girl Should Be Married)
- 1949: Strange Bargain
- 1949: The Lucky Stiff
- 1950: Ein charmanter Flegel (Key to the City)
- 1951: Flight to Mars
- 1951: Reporter des Satans (Ace in the Hole)
- 1953: Heirate mich noch mal (Marry Me Again)
- 1954: Der einsame Adler (Drum Beat)
- 1955: Tyrannische Liebe (Love Me or Leave Me)
- 1955: Das Komplott (Trial)
- 1956: Menschenraub (Ransom!)
- 1957: Abwehr greift ein (5 Steps to Danger)
- 1958–1961: Perry Mason (Fernsehserie, 14 Folgen)
- 1959: Der Fischer von Galiläa (The Big Fisherman)
- 1960/1962: Alfred Hitchcock Presents (Fernsehserie, 2 Folgen)
- 1961: Ein charmanter Hochstapler (The Great Impostor)